# 動物同性性行為

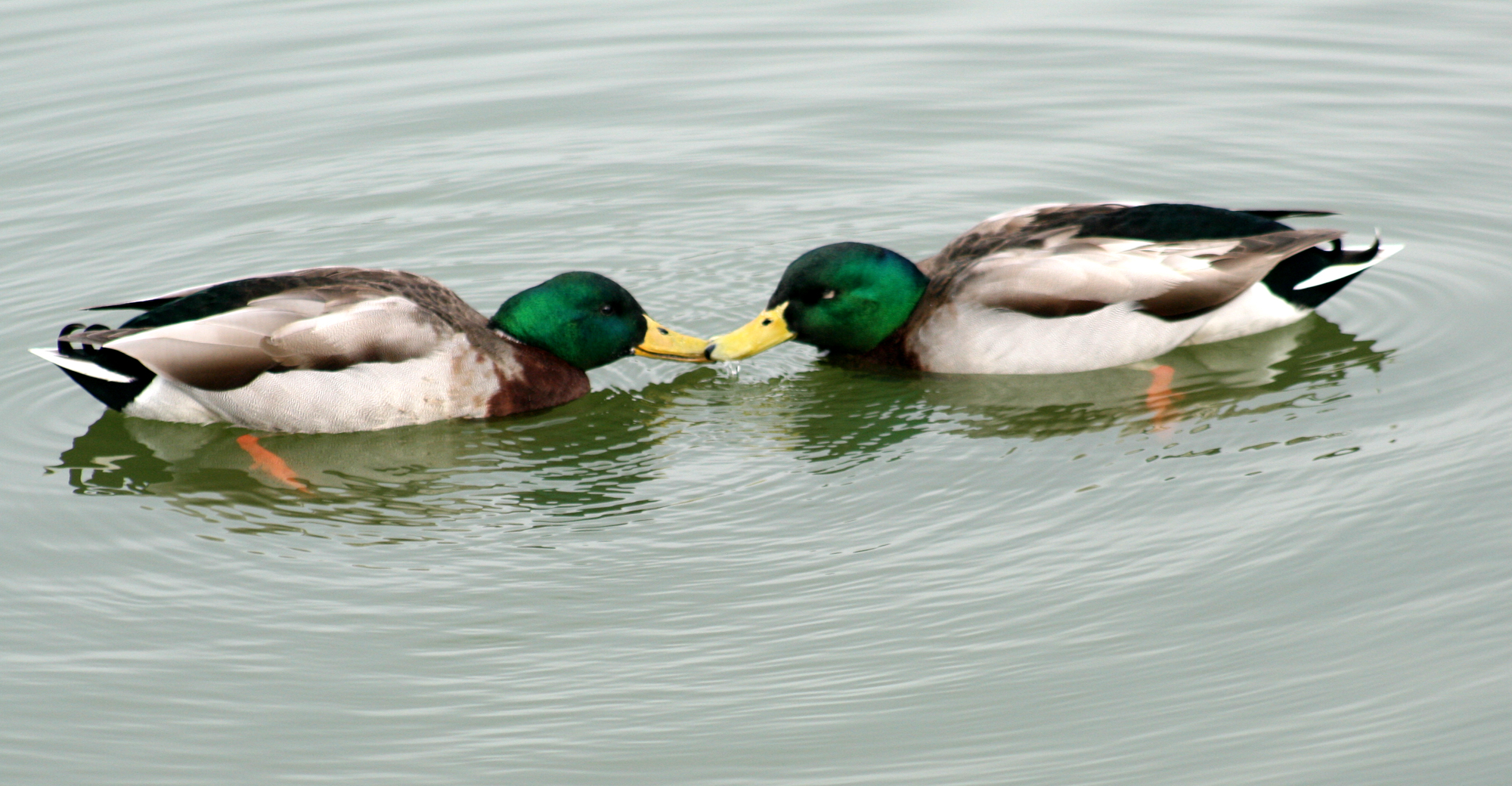
一对雄性的绿头鸭

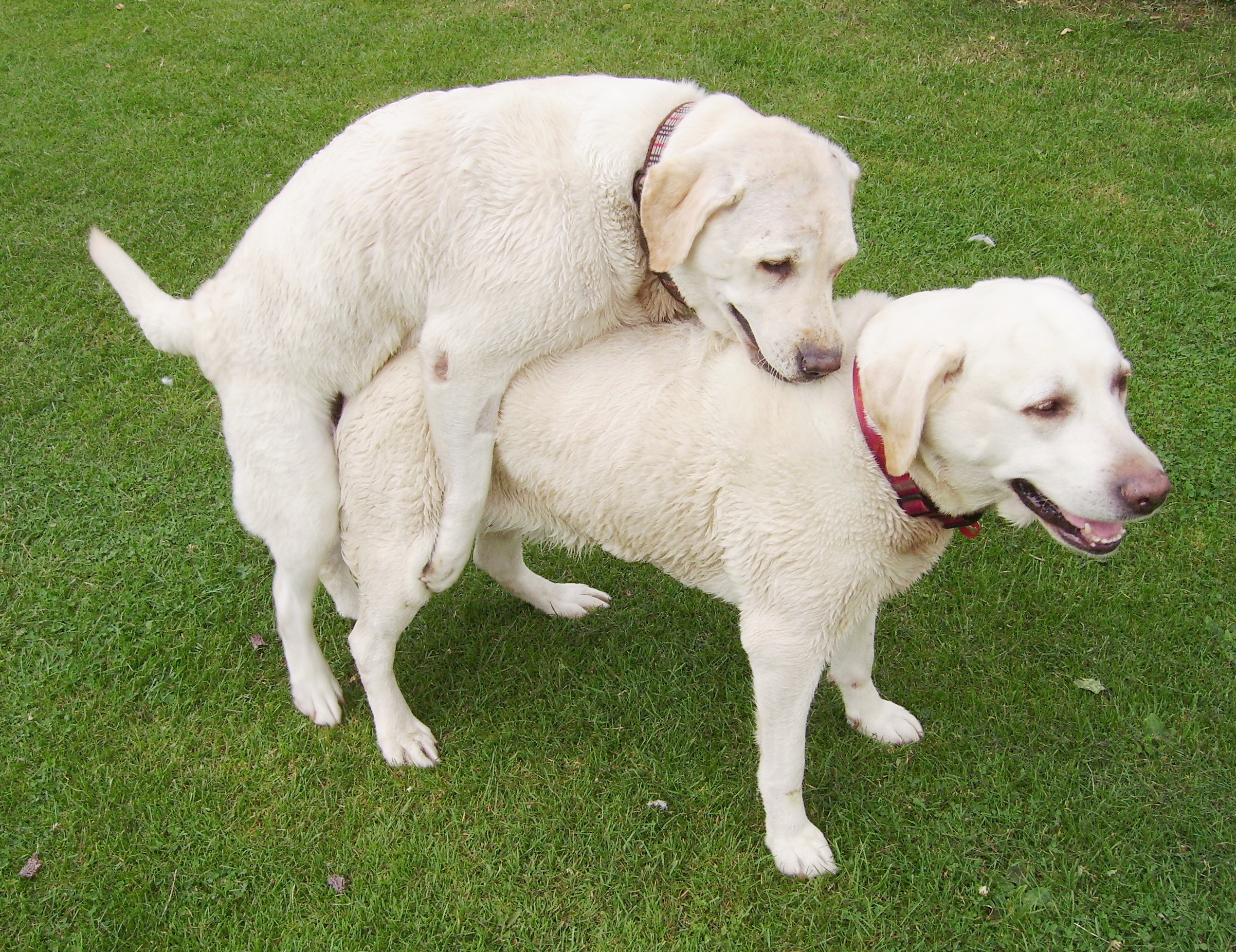
兩隻正在發生性行為的雌性拉不拉多犬

動物界的同性性行為是指已被记录的人类以外的动物同性之間、同性和異性兼有和变性行为的迹象。这些迹象包括性交、爱抚、爱慕行为、择偶倾向及幼儿监护行为。动物性行为在同物种之间也有许多不同的形式，而这些行为背後的动机和意思至今还没被人类完全了解，因为大部分物种本身也未被研究透彻。
加拿大生物学家布魯斯·貝哲米在1999年發表了一分有关检阅接近1,500个动物物种同性性行为的文献，涉及物种从灵长目到棘头动物门，对其中500个物种又有更详细的著墨。貝哲米表示，动物界中同性、同性異性兼有及非交配性行为的普及性与多样性都远超大部分科学学派和社会人士所愿意接受的程度。挪威动物学家Petter Bøckman就批评过往动物学家在遇上动物同性性行为时都会出于惧怕触犯人类社会的禁忌而无视或歪曲其观察结果。
对于反对同性恋权利（LGBT运动）的宗教及社会团体而言同性恋在自然界的存在也是个富有争议性的题材，因为这些观测和研究成果会引起同性恋在人类社会自然而發的合理性争论，亦反驳了中世纪基督教将同性恋列为「违反自然法的罪（拉丁文：peccatum contra naturam / peccatum Sodomiticum / 所多玛罪，即性悖軌罪）」。当尚无明确证据时，有些评论就称同性恋是违反自然的，因为动物不会有同性性行为。 当出现明确证据时，其他人便提出以动物的行为来解释人类道德观念是不适当的。

## 动物界同性性行為的研究状况
动物界同性別間的性行為现象从前未曾有过官方的大规模观测，这是因为研究员害怕同性恋研究带来的社会歧视甚至是同事之间取笑。乔治城大学的生物学者珍妮·曼（Janet Mann）表示：「研究这题材的学者经常被指责为製造事端，而且这些研究会受到比其他研究题材更严格的审查」。

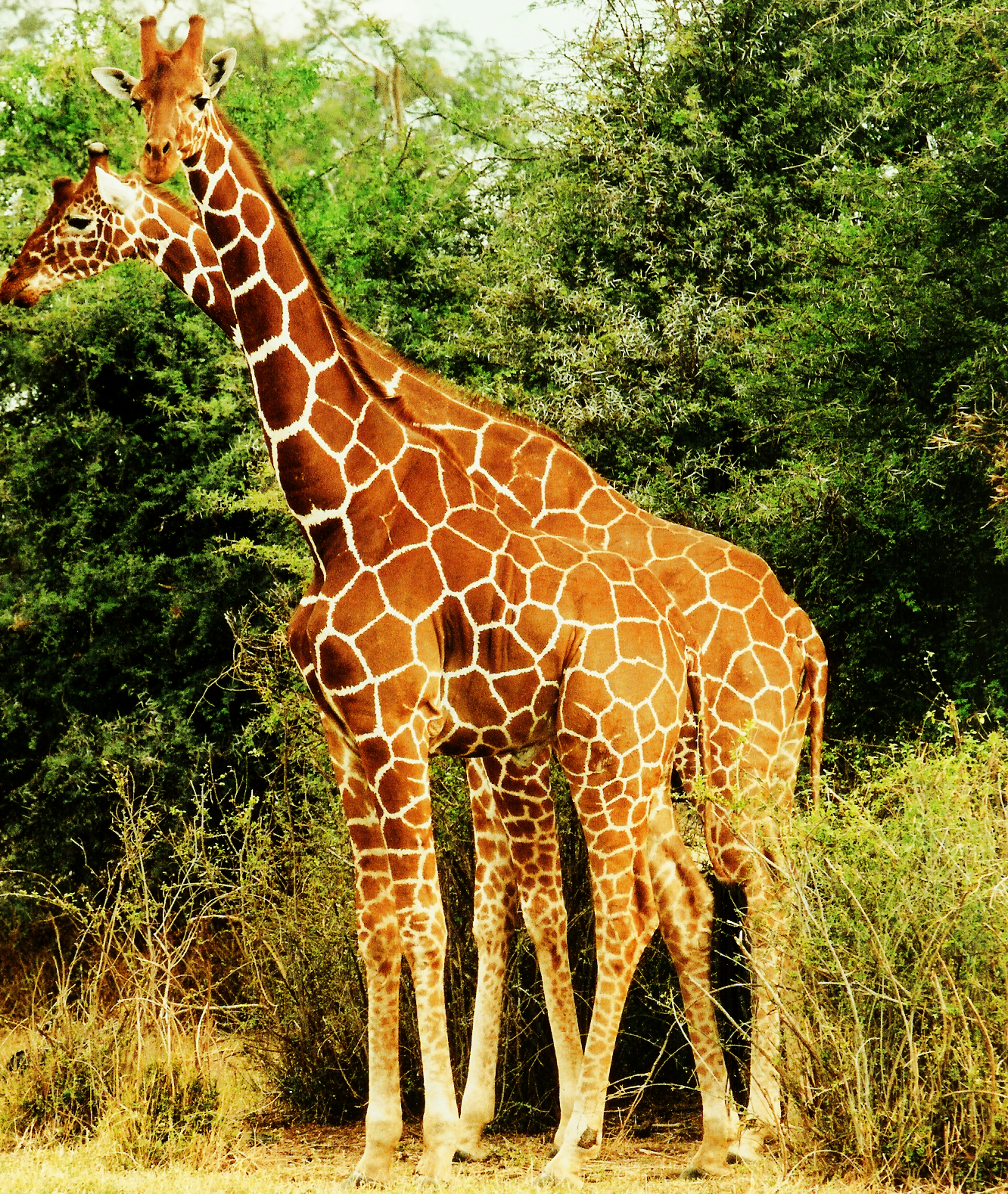
长颈鹿

貝哲米说：「除了蚜虫属和海膽綱这些完全没有性行为的品种外，没有任何一个物种有证据显示同性性行为是不存在的，而且雌雄同體的物种都有双性恋倾向，对牠们来说同性性行为并不是问题」。他又指出过往观察长颈鹿时会直接将雄性嗅雌性的举动形容为性行为，但雄性间發生性高潮的肛交解释为权力、竞争或问候的表现。其中貝哲米、喬娜·拉夫加登（Joan Roughgarden）、蒂埃里·罗得（Thierry Lodé）认为这些行为并不与权力宣示有必然关系，而是为了强化族群间的社交关系。另外具有持久同性配偶关系的动物也不局限于一夫一妻制的物种，以绵羊为例，有8%的公羊在雌雄皆充裕的环境下还是选择雄性作伴，这些结合多年的公羊的視前區前部下丘腦（控制体温、飢餓、性慾等）的细胞组织比母羊要大得多。

## 演化成因
動物性行為通常需要消耗大量精力與時間成本，而繁衍子代可為個體帶來明顯好處。同性性行為雖然不能繁衍後代，卻並未因不利生殖傳承、不符合天擇原理而消退，因此有些科學家將其稱為「達爾文悖論」。對於動物同性性行為出現與演化的解釋和假定有很多種：

### 無差別交配
2020 年的一篇研究論文假定同性性行為從一開始有性行為時就存在，原始動物祖先的交配行為無關性別，因此無差別交配可能為最佳的演化策略，在選擇配偶時的過度區分，可能會使個體錯過最佳交配機會，付出更大的成本代價。在一些物種之中，同性性行為不利群體生殖延續，而被天擇汰換；而在部分物種間，同性性行為損失的繁衍成本，不至於影響群體延續，因此無差別交配並沒有從該物種的演化策略中消失。

### 社會功能
群體中社會地位較高的個體與其他同伴的交配行為，帶有表現強勢地位的意涵，具有避免衝突與侵略的作用，和穩定社會階級制度的功能。但此假定不適用於其他不具進攻關係的交配行為上，例如：愛撫、摩擦、口腔對生殖器的接觸⋯⋯等。在某些靈長類動物中，交配的進攻關係與個體間的地位關係有一定相關，但亦不適用於所有物種，有時接受性交的一方也會是社會地位較高的個體。
在倭黑猩猩群體中，性交行為常被視為一種緩解緊張情緒的表現，作為化解各種衝突的方式。當食物來源缺乏而產生競爭衝突，同性性行為會使弱勢的一方更有機會得到食物，比僅選擇異性性行為的個體獲得更多優勢，性交行為得到的愉悅感同時也有阻止侵略、減少敵對關係的作用。
在一些較具強烈侵略性的狒狒群體中，某些伴侶中的同性性行為能為牠們建立更多社會聯繫，強化群體間健康的社會關係。例如：雄性狒狒會以生殖器官互相接觸、摩擦、握住對方生殖器撫摸、相互交配。個體以身上最脆弱的生殖部位示與同伴，就像是達成一種信任協議。在寬吻海豚群體中也觀察到一樣的現象，這種互動方式讓個體間產生「結盟」關係,以維持雄性個體間的信任與同盟互助。

### 生殖競爭
關於短尾猴的研究觀察指出，在繁殖季節時，處於排卵期的母猴比其他不適生育的母猴，更容易受到同性同伴以「攻」方進行交配行為。雌性個體會利用同性性行為，降低排卵期雌性猴的受孕機會，干擾其接觸雄性的機會。

### 演化的副產物
此假設提出同性性行為是從其他被天擇出來的特性中，衍生出來的副產物，本質上沒有適應環境的特殊功能。假設雄性個體有較強烈、較容易激起的性慾與性能力，牠能獲得的交配與繁衍子代的機會也較多，有利於物種的延續。而同性性行為可能是性慾較強的一種表現形式，雖然在演化上對個體沒有明顯的優勢，但因為不影響物種生存的永續性，而持續保有該行為。
性行為帶來的愉悅感通常有助於物種延續繁衍的動機，在性行為中得到愉悅感的動物會再次尋求相同的刺激，促使繁衍的成功。在許多有關哺乳動物的研究中指出，哺乳動物和鳥類等高級脊椎動物，有感受愉悅的機制:「獎懲系統」，此系統會依據動物行為，釋放能產生愉悅感的神經傳導物質，參與在進食、學習、繁殖等有助於物種生存的機制中。

## 例子

### 哺乳类

#### 美洲野牛
雄性美洲野牛之间会进行爱抚和肛交，当地的美洲原住民曼丹族人会在节庆时举行仪式模仿这些野牛的行为以祈求牠们在下一季回到他们的土地来。

#### 亚马逊河豚
亚马逊河豚有时会以3至5条为一组进行非交配性行动，小组以雄性为主，偶尔加入一两条雌性，不分性别互相以口鼻和鰭摩擦，有时雄性更以阴茎插进另一个同性的喷气孔，这是有记录唯一的「鼻交」（相对于口交和肛交）例子。
倭黑猩猩
倭黑猩猩不同於其他靈長類動物的母系社會，他們具有完全雙性戀的特性，雄性與雌性倭黑猩猩都有同性交配的行為，其中約有 60%的雌性個體發生同性性行為。爭奪食物資源、地盤、交配機會、有興趣的事物⋯⋯等，任何有競爭壓力的事物，都可能使倭黑猩猩以性交方式解決問題，轉移競爭焦點與緩解衝突。例如嫉妒的雄性個體可能會驅趕其他雄性離開雌性，之後這兩隻雄性會進行陰囊摩擦、撫摸對方生殖器官的同性性行為；當幼倭黑猩猩被其他雌性猩猩攻擊時，母親猩猩會與侵略者產生衝突，並且兩隻猩猩會以摩擦生殖器作為化解侵略危機的方式。

### 鸟类

#### 企鵝
在纽约中央公园动物园的南極企鹅园有着数对同性「夫夫」和「妻妻」，罗伊与塞咯（Roy与Silo）是其中两只的雄性组合。他们结成一对和成功孵化了一只雌性企鵝探戈（Tango），该企鵝的原父母因为之前有过同时孵育两只蛋都失败的纪录，而被管理员将他们第二次下蛋的两只蛋中的一只交给了那对同性企鵝孵育。这件事于2005年被插画家画成儿童读物——《加上探戈就是一家三口》，虽然获奖无数但这本图书因为讲述同性恋而在美国国内受到广泛非议，美國公民自由聯盟以宪法第一修正案「不得制定剥夺出版自由的法律」保护它的出版权和合理收藏于公共图书馆。
德国不来梅哈芬的动物园饲养的南美瀕危品种企鵝发现了5对中有3对是雄性组合，他们也像罗伊与塞咯曾经以石头当作蛋来孵育。动物园为了获得新生幼儿而从瑞典引入4只雌性企鵝并拆散同性组合，结果计划失败并且引来德国的同性恋权益组织抗议。

#### 禿鷹
荷蘭阿提斯動物園（Artis Amsterdam Royal Zoo）有兩隻西域兀鷲（griffon vulture）總是一起築巢、出雙入對，在因緣際會下，照顧一颗被遺棄的蛋，成功將其孵化。

#### 黑天鵝
估計約有四分之一的黑天鵝伴侶由雄性與雄性組成，或是與另一隻雌性組成三人行以交配產下蛋，並在雌性產下蛋後將其趕走，由雄性黑天鵝組合育雛，雄性共同守護領地。

### 其他

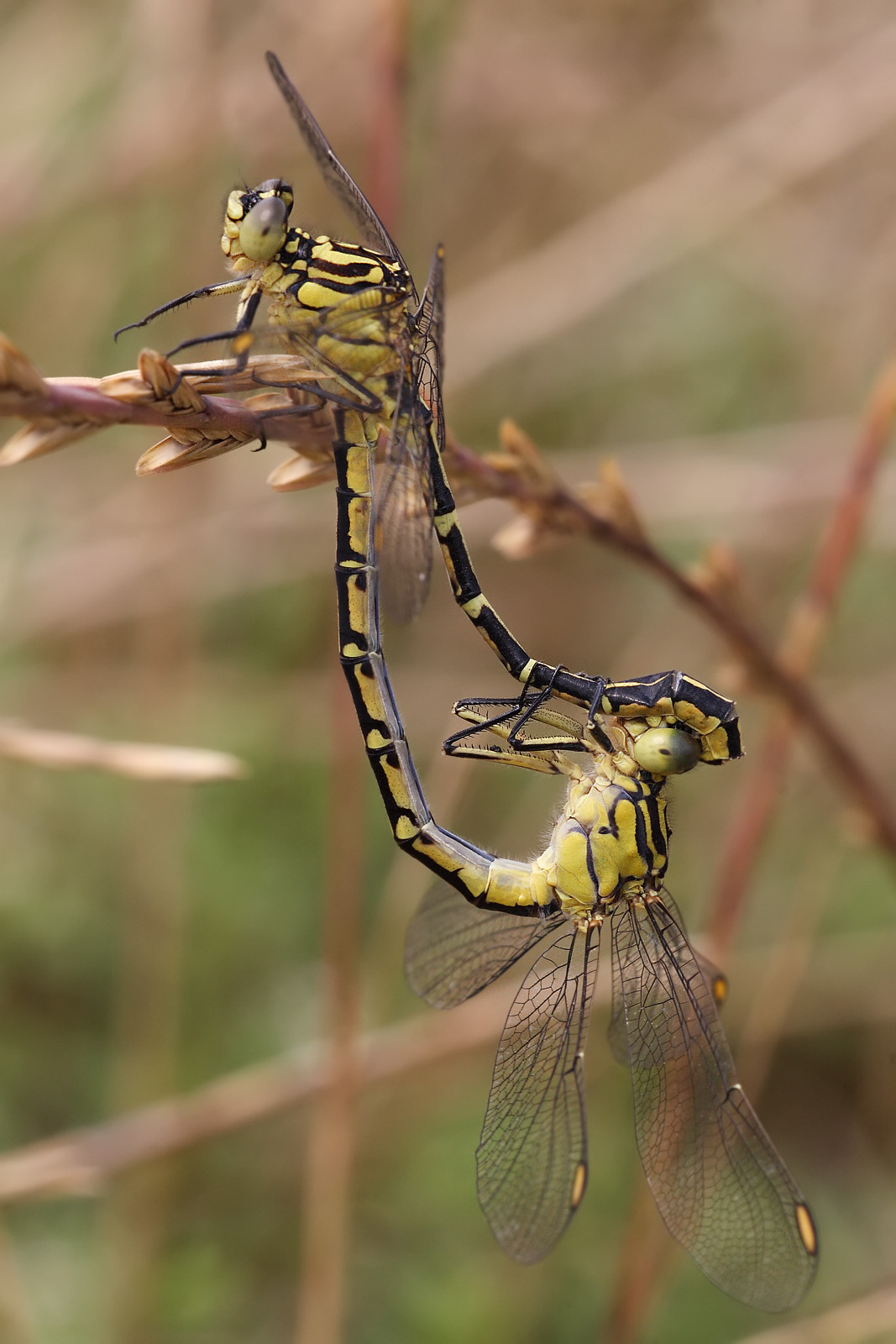
交配中的蜻蜓

#### 蜻蛉目
蜻蛉目的昆虫在交配时雄性会以其泄殖腔在雌性头部留下独特的伤痕，11个品种包括豆娘和蜻蜓有20至80%的雄性的头部都发现有这种伤痕，推论出有颇高的蜻蛉目同性性行为。

#### 蜥蜴
臼齿蜥科的雌性蜥蜴具有单性生殖的能力，与雄性交配则比较罕见。雌性蜥蜴为了刺激排卵而随荷尔蒙周期进行同性性行动，在雌激素濃度低时充当雄性角色，濃度高时充当雌性角色，而参加性爱抚的雌性蜥蜴都会比落单的有较高的生育率。